# Edmund Hillary
Pour les articles homonymes, voir Hillary.
Edmund Percival « Ed » Hillary est un alpiniste, explorateur et philanthrope néo-zélandais, né le 20 juillet 1919 à Auckland où il est mort le 11 janvier 2008. Le 29 mai 1953, lors d'une expédition britannique dirigée par le général de brigade John Hunt, Edmund Hillary et le Sherpa Tensing Norgay sont les premiers hommes à atteindre le sommet de l'Everest. De 1985 à 1988, il exerce les fonctions de haut-commissaire de la Nouvelle-Zélande en Inde et au Bangladesh et, simultanément, d'ambassadeur au Népal.
Hillary s'intéresse à l'alpinisme à l'école secondaire et fait sa première ascension majeure en 1939, atteignant le sommet du mont Ollivier. Il sert dans la force aérienne royale néo-zélandaise en tant que navigateur pendant la Seconde Guerre mondiale. Avant l'expédition de l'Everest, il participe à l'expédition de reconnaissance britannique dans la montagne en 1951, ainsi qu'à une tentative infructueuse d'escalade du Cho Oyu en 1952. Dans le cadre de l'expédition trans-antarctique du Commonwealth, il atteint le pôle Sud par la terre en 1958. Il atteint ensuite le pôle Nord, ce qui fait de lui la première personne à atteindre les deux pôles et le sommet de l'Everest.
Après son ascension de l'Everest, Hillary se consacre à l'aide en faveur du peuple sherpa du Népal par l'intermédiaire de l'Himalayan Trust qu'il crée. Ses efforts permettent la construction de nombreux hôpitaux et écoles au Népal. Hillary reçoit de nombreux honneurs, dont l'ordre de la Jarretière en 1995. À sa mort, en 2008, il reçoit des funérailles nationales en Nouvelle-Zélande. Longtemps seul Néo-Zélandais à apparaître de son vivant sur un billet de banque, il laisse aussi son nom au ressaut Hillary, sous le sommet de l'Everest.

## Biographie

### Famille, enfance et études
Edmund Percival Hillary naît à Auckland en Nouvelle-Zélande le 20 juillet 1919,. Il est le fils de Percival Augustus et de Gertrude (née Clark). Son père Percy est un vétéran de la bataille des Dardanelles et est démobilisé de l'armée en 1916 pour « incapacité médicale ». C'est à son retour en Nouvelle-Zélande qu'il épouse Gertrude. Ses grands-parents avaient émigré du Yorkshire dans la région au nord du Wairoa au milieu du XIXe siècle. La famille Hillary déménage en 1920 à Tuakau, au sud d'Auckland, après que Percy reçoit l'attribution d'un terrain d'un peu plus de trois hectares à titre d'ancien combattant. Journaliste avant-guerre, Percy devient le rédacteur en chef et fondateur de l'hebdomadaire local Tuakau District News, ainsi qu'un apiculteur. Gertrude, pour sa part, enseigne. Edmund Hillary a une sœur, June (née en 1917), et un frère, Rex (né en 1920).

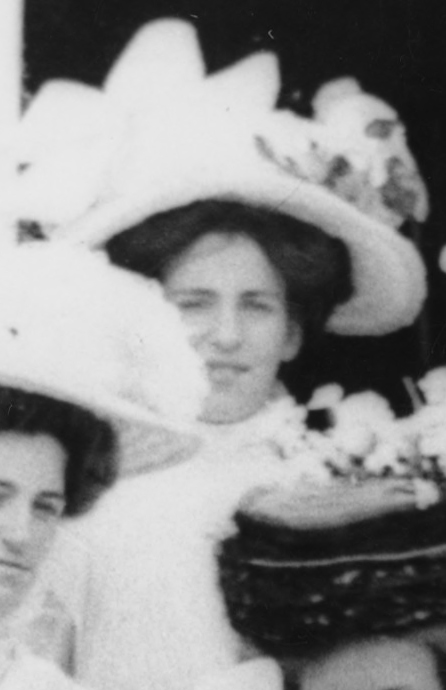
Gertrude, la mère d'Edmund Hillary (vers 1909).

Edmund Hillary fait ses études à l'école primaire de Tuakau puis à l'Auckland Grammar School. Il termine l'école primaire à l'âge de onze ans, soit deux ans en avance, mais à la Grammar School, il obtient des notes moyennes. Sa mère souhaitant qu'il rejoigne une « bonne école », il effectue chaque jour de la semaine un long trajet en train — d'environ 1 h 40 — pour se rendre à la Grammar School, avant que la famille ne déménage à Remuera en 1935, plus proche. Timide durant son enfance, il se réfugie dans les livres et rêve d'une vie pleine d'aventures. Il apprécie peu la Grammar School, où ses longs déplacements école-maison l'empêchent de faire des activités parascolaires. De bonne constitution — il mesure 1,88 mètre à l'âge adulte —, il prend de l'assurance après avoir commencé la boxe.
En 1935, il a 16 ans, il se prend de passion pour l'escalade durant un voyage scolaire au mont Ruapehu. Il se rend alors compte que son ossature dégingandée et peu coordonnée est en fait plus forte et endurante que celle de ses compagnons. Il se montre alors plus intéressé par les randonnées que par les études et déclare qu'il « veut voir le monde ». Il fréquente ensuite l'université d'Auckland où il rejoint le club de randonnée universitaire. En 1938, après « deux années remarquablement infructueuses d'études en mathématiques et en sciences », il renonce à l'éducation formelle.
Il devient apiculteur avec son père et son frère Rex, pour la gestion des 1 600 ruches familiales,. Il s'occupe donc d'abeilles en été et fait régulièrement de l'escalade en hiver. Son père édite également le journal The N.Z. Honeybee et sa mère Gertrude est connue pour l'élevage et la vente de reines.
En 1938, il assiste avec sa famille à un discours d'Herbert Sutcliffe, promoteur d'une philosophie de vie appelée « Radiant Living » (« Vie radieuse »). La famille devient membre de la fondation et sa mère en est la secrétaire en 1939. Edmund Hillary se rend à Gisborne pour devenir assistant de Sutcliffe et, en 1941, il passe des examens pour devenir professeur de cette philosophie, dont les principes comprennent la saine alimentation et le pacifisme. Il rejoint le Radiant Living Tramping Club et développe son amour du plein air dans les chaînes Waitakere,.
En 1939, il accomplit sa première grande ascension, atteignant le sommet du mont Ollivier, près de l'Aoraki/Mont Cook dans les Alpes du Sud en Nouvelle-Zélande,. L'escalade lui permet de se lier d'amitié avec Harry Ayres et George Lowe : « les premiers vrais amis de ma vie » selon ses mots.

### Seconde Guerre mondiale

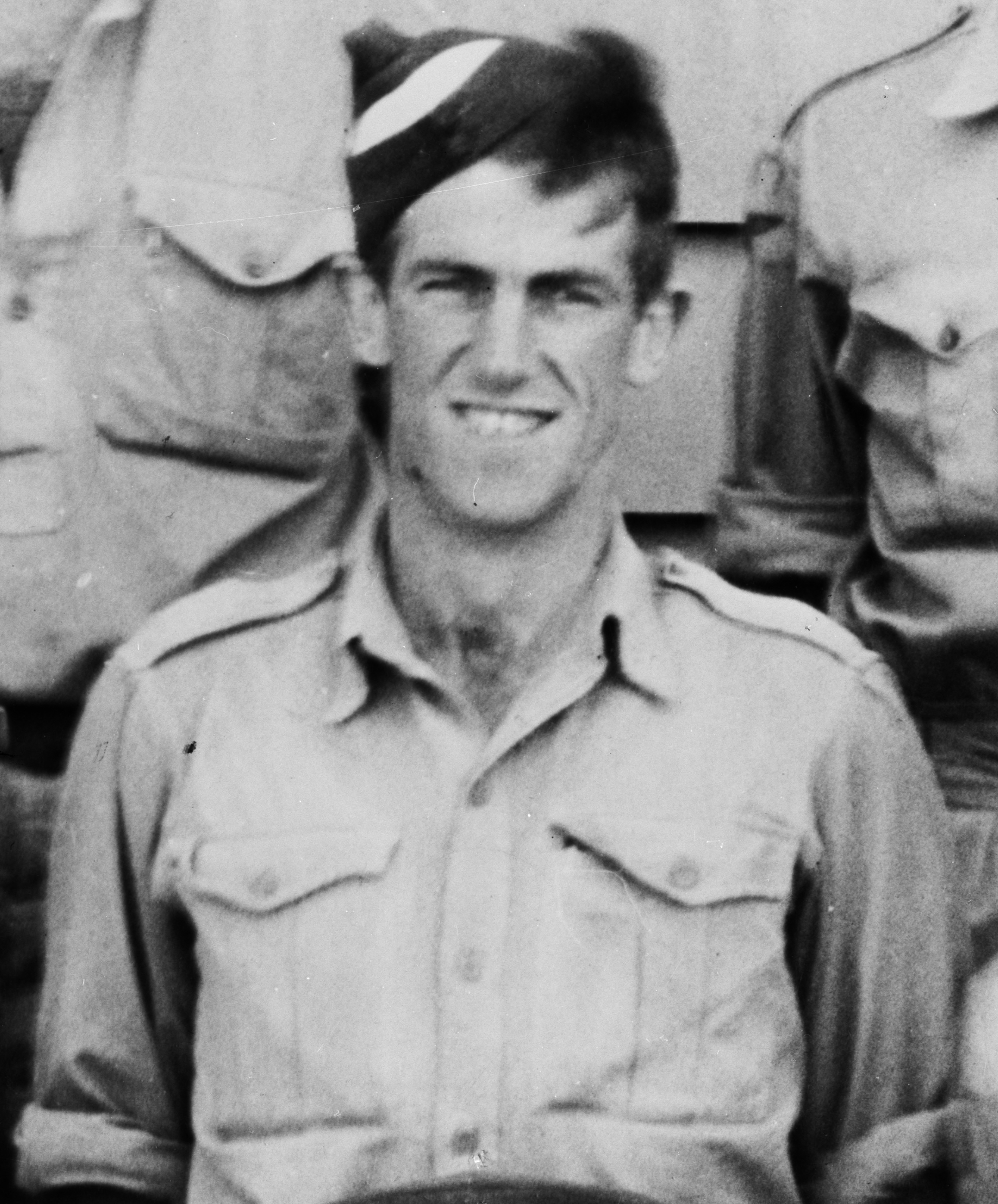
Edmund Hillary dans l'uniforme de la RNZAF au camp Delta de Blenheim, pendant la Seconde Guerre mondiale (entre 1939 et 1945).

Au début de la Seconde Guerre mondiale, Hillary est exempté de la conscription parce que l'apiculture est une occupation protégée. Néanmoins, il demande à rejoindre la force aérienne royale néo-zélandaise (RNZAF) avant de retirer sa demande, écrivant plus tard qu'il est « harcelé par [sa] conscience religieuse ». En 1943, avec la menace japonaise dans le Pacifique et l'arrivée de la conscription, il rejoint la RNZAF en tant que navigateur au sein du No. 6 Squadron RNZAF (en), puis du No. 5 Squadron RNZAF (en) sur les hydravions Consolidated PBY Catalina,,. En 1945, il est envoyé aux Fidji et aux îles Salomon où il est gravement brûlé dans un accident,.
Pour sa participation à l'effort de guerre, il est décoré de la 1939-45 Star et de la New Zealand War Service Medal. Son frère Rex passe quatre années dans un camp de détention en tant qu'objecteur de conscience.

### Expéditions
En janvier 1948, Hillary et un groupe montent sur l'arête sud de l'Aoraki/Mont Cook, le plus haut sommet de Nouvelle-Zélande. En 1951, il participe à une expédition de reconnaissance britannique dirigée par Eric Shipton,, avant de se joindre à la tentative britannique réussie de 1953.
En 1952, Hillary et George Lowe font partie de l'équipe britannique dirigée par Shipton, qui tente l'ascension du Cho Oyu. Après l'échec en raison de l'absence de voie du côté népalais, Hillary et Lowe traversent le col du Nup La au Tibet et atteignent l'ancien camp III, au nord, où toutes les expéditions précédentes campaient.

#### Expédition britannique à l'Everest de 1953
En 1949, le Tibet sous contrôle chinois ferme la longue voie d'escalade menant au sommet de l'Everest. Au cours des années suivantes, le Népal n'autorise qu'une ou deux expéditions par an. Une expédition suisse (à laquelle participe Tensing Norgay) tente d'atteindre le sommet en 1952 mais est forcée de rentrer à cause du mauvais temps à environ 240 mètres sous le sommet. En 1952, Hillary apprend que Lowe et lui sont invités par le Joint Himalayan Committee à participer à la tentative britannique de 1953, et ils acceptent immédiatement. Hunt écrit d'Hillary : « […] [ses] essais dans l'Himalaya avaient montré qu'il serait un très sérieux candidat, non seulement pour l'Everest, mais aussi pour un éventuel groupe [tentant le] sommet. Quand j'ai rencontré Shipton l'automne dernier, je me souviens très bien de ce qu'il l'avait prophétisé — et à quel point il avait raison. Exceptionnellement fort et abondant dans une énergie [sans fin], doté d'un esprit impétueux qui balayait tous les obstacles, même ceux que personne n'a jamais affrontés, la personnalité d'Ed Hillary m'avait imprégné l'esprit, par ses amis de Cho Oyu et de [l'expédition de reconnaissance] et par ses lettres »,. Au cours de l'expédition, Hunt mentionne à plusieurs reprises avoir discuté de plans avec Evans et Hillary.

Carte de l'itinéraire de Tensing Norgay et Edmund Hillary à l'Everest.

Shipton est nommé en tant que chef mais est remplacé par Hunt. Hillary s'objecte mais est immédiatement impressionné par l'énergie et la détermination de Hunt. Hillary a l'intention de grimper avec Lowe, mais Hunt nomme deux équipes pour l'ascension : Tom Bourdillon et Charles Evans, et Hillary et Tenzing. Hillary fait donc des efforts pour nouer une complicité professionnelle avec Tensing Norgay,.
L'expédition de Hunt totalise plus de 400 personnes, dont 362 porteurs, 20 guides Sherpa et 4 500 kg de bagages. Lowe supervise la préparation de l'ascension de l'une des faces de Lhotse, une partie glacée et escarpée. Hillary trace un itinéraire à travers la piégeuse cascade de glace du Khumbu,.
L'expédition établit son camp de base en mars 1953 et, en travaillant lentement, elle établit son dernier camp au col Sud, à 7 900 mètres. Le 26 mai, Bourdillon et Evans tentent l'ascension, mais font demi-tour lorsque le système à oxygène d'Evans tombe en panne. Les deux hommes avaient atteint le sommet sud et se trouvaient à moins de 91 mètres du sommet. Hunt demande ensuite à Hillary et à Tenzing de tenter à leur tour l'ascension vers le sommet.
La neige et le vent retardent le départ du col Sud de deux jours. Hillary et Tenzing ne partent ainsi que le 28 mai avec le soutien de Lowe, Alfred Gregory et Ang Nyima. Les deux hommes plantent une tente à 8 500 mètres le 28 mai, tandis que leur groupe de soutien redescend. Le lendemain matin, Hillary découvre que ses bottes sont complètement gelées à l'extérieur de la tente. Il passe deux heures à les réchauffer sur un poêle avant que lui et Tenzing, portant des sacs de 14 kg, ne tentent l'ascension finale. Le dernier obstacle est une paroi rocheuse de douze mètres qui sera par la suite appelée « ressaut Hillary ». Hillary écrit à ce sujet : « J'ai remarqué une fissure entre le rocher et la neige collée à la face est. J'ai rampé à l'intérieur et me suis secoué […] jusqu'au sommet […] Tenzing m'a lentement rejoint et nous sommes passés à autre chose. Je coupai pas à pas, bosse après bosse, me demandant un peu désespérément où pourrait se trouver le sommet. Ensuite, j'ai vu la crête qui s'abaissait devant moi au nord et au-dessus de moi, à droite, un dôme enneigé. Quelques coups de plus avec mon piolet et Tenzing et moi nous sommes tenus au sommet de l'Everest ». Tenzing écrit plus tard qu'Hillary a fait le premier pas vers le sommet et qu'il l'a suivi, mais Hillary a toujours refusé cette distinction en précisant que lui et Tenzing sont arrivés ensemble. Ils atteignent le sommet de l'Everest à 8 849 mètres d'altitude, le point culminant de la planète, à 11 h 30,.

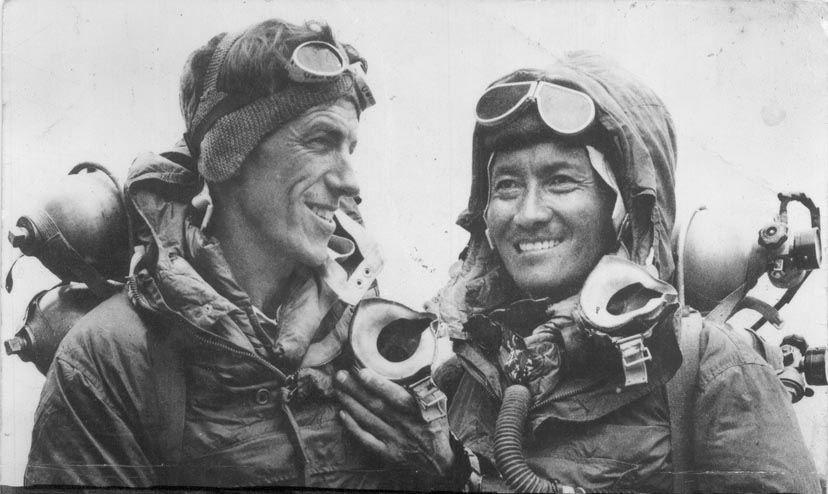
Edmund Hillary et Tensing Norgay (1953).

Ils passent environ quinze minutes au sommet. Hillary prend une photo de Tenzing posant avec son piolet, mais il n'y a pas de photo d'Hillary. BBC News attribue ce manque au fait que Tenzing n'a jamais utilisé d'appareil photographique. L'autobiographie de Tenzing indique qu'Hillary a simplement refusé de se faire prendre en photo. Les deux hommes prennent également des photos sur la vue depuis le sommet. Tensing laisse des chocolats au sommet en guise de cadeau et Hillary y laisse une croix que John Hunt lui a donnée. Leur descente est compliquée par la neige qui recouvre leurs traces. La première personne qu'ils rencontrent est Lowe. Hillary lui dit : « Et bien, George, on se l'est fait le salaud ! »,.
Ils retournent à Katmandou quelques jours plus tard et apprennent qu'Hillary a été nommé Chevalier commandeur de l'ordre de l'Empire britannique et Hunt est fait Knight Bachelor. La nouvelle de l'ascension réussie parvient au Royaume-Uni le jour du couronnement d'Élisabeth II, et la presse qualifie celui-ci de « cadeau de couronnement ». Les 37 membres du groupe reçoivent ensuite la médaille du couronnement d'Élisabeth II avec la mention « MOUNT EVEREST EXPEDITION » gravée le long du bord. En plus des distinctions d'Hillary et de Hunt, Tenzing — non éligible au titre de chevalier car népalais — reçoit la médaille de George. Tenzing reçoit également l'étoile du Népal du roi Tribhuvan Shah.
Un documentaire réalisé par George Lowe en 1953, La Conquête de l'Everest, reprend l'ascension des deux hommes. Il remporte le British Academy Film Award du meilleur film documentaire l'année suivante.

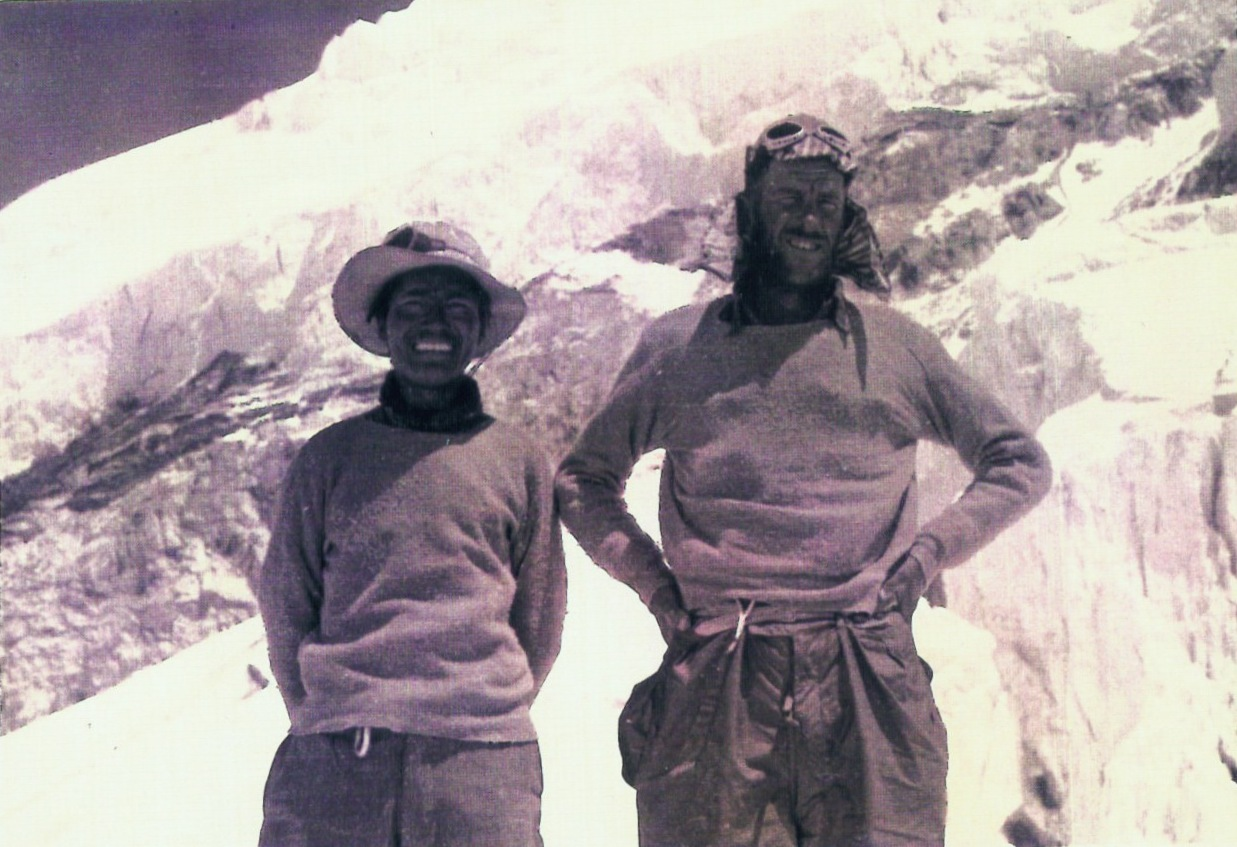
Tensing Norgay et Edmund Hillary (vers 1953).
Edmund Hillary, Charles Norrie et George Lowe (1953).
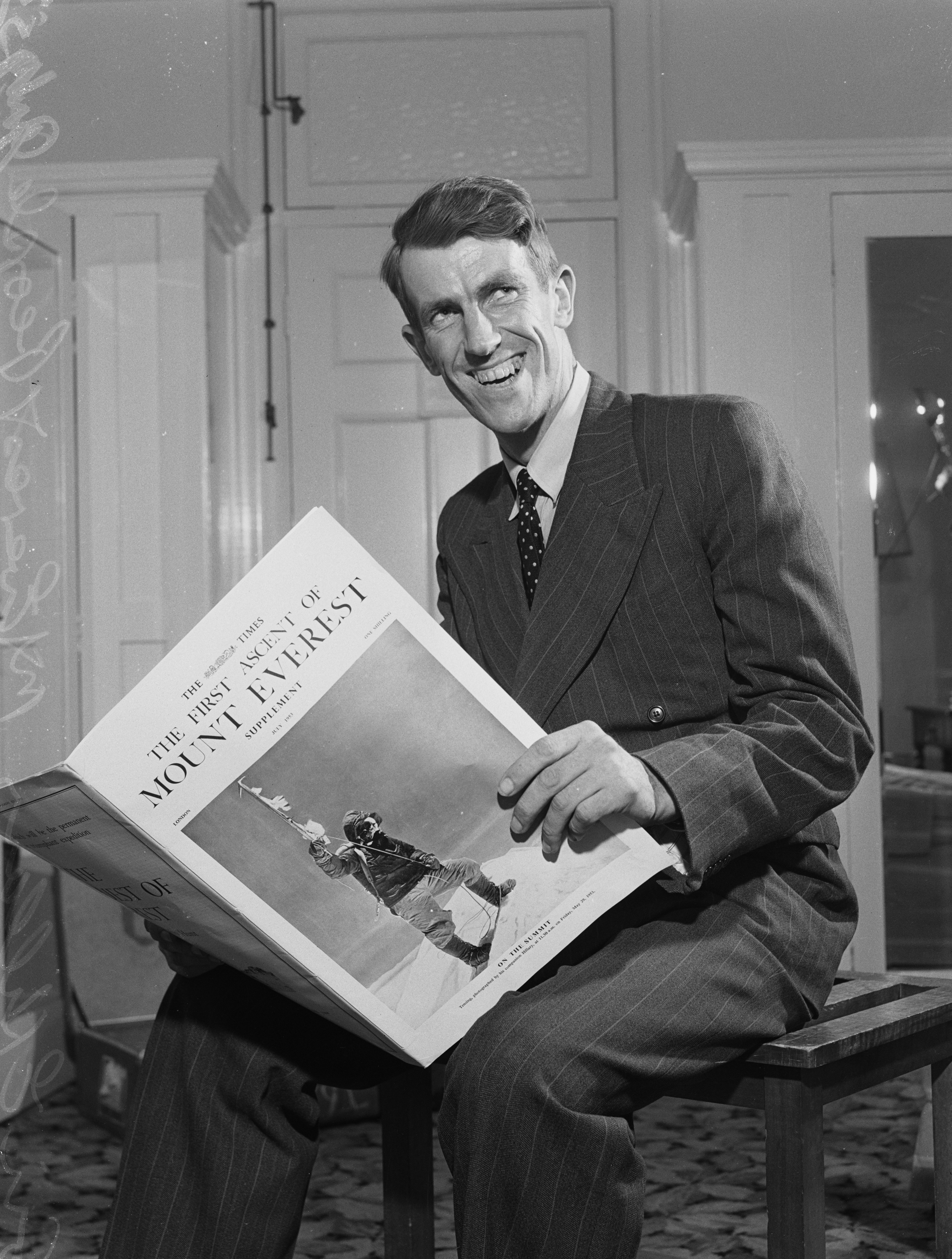
Portrait d'Edmund Hillary pour un magazine en 1953.
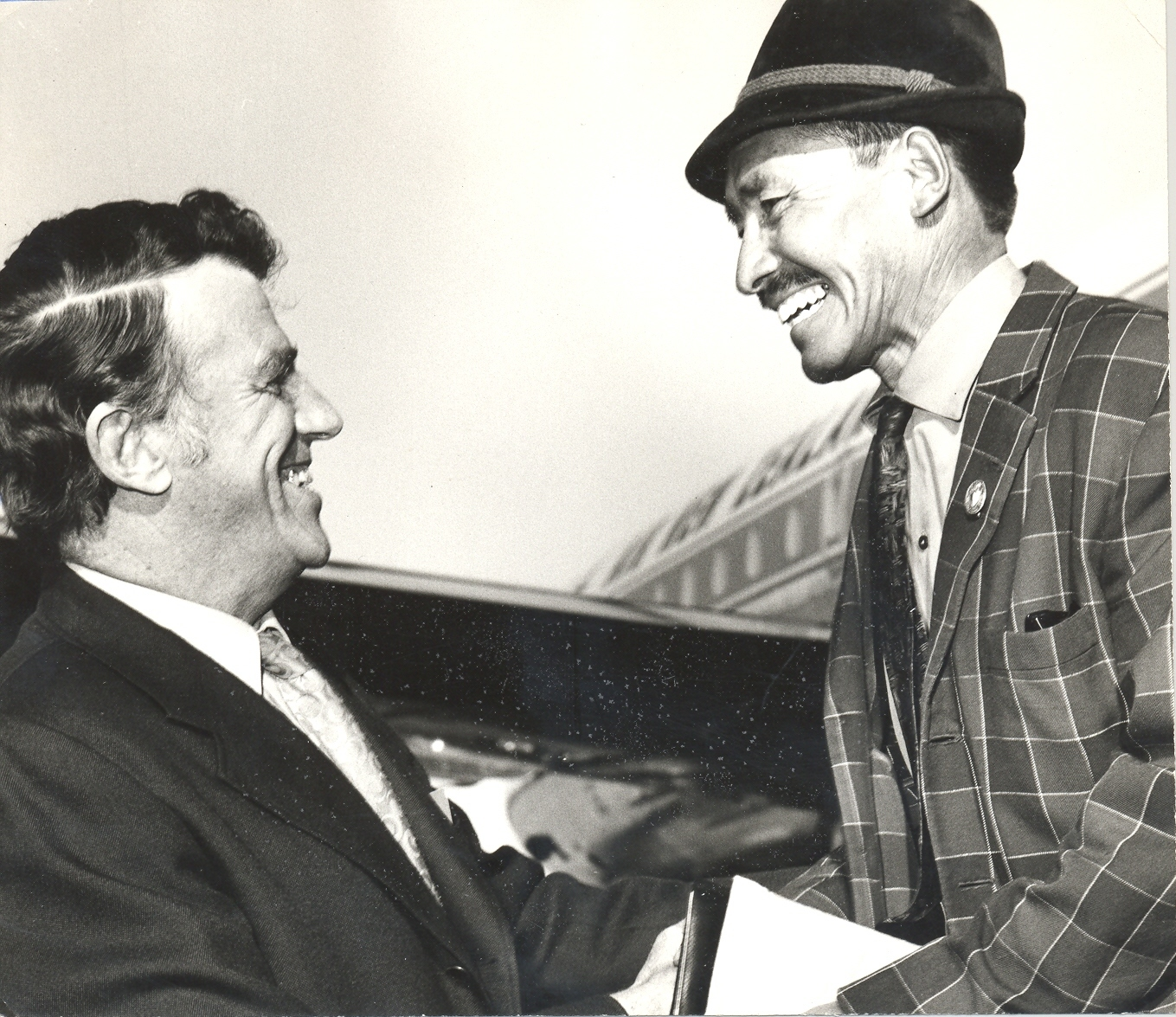
Edmund Hillary et Tensing Norgay (vers 1971).

#### Après l'Everest

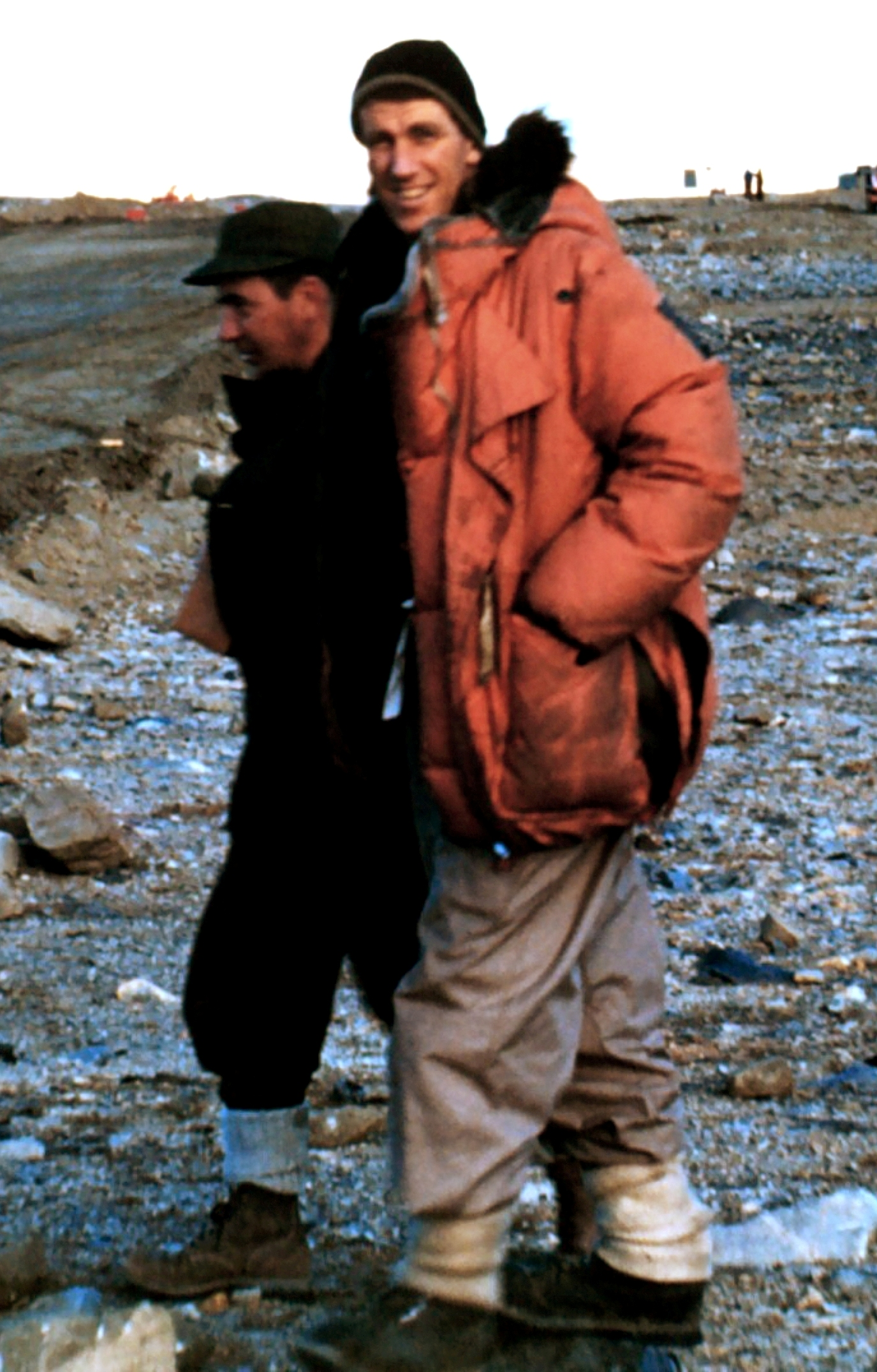
Edmund Hillary à Marble Point en Antarctique (1957).

Hillary gravit dix autres sommets dans l'Himalaya lors de visites ultérieures en 1956, 1960-1961 et 1963-1965. Le 4 janvier 1958, il atteint également le pôle Sud dans le cadre de l'expédition trans-antarctique du Commonwealth — l'expédition Fuchs-Hillary —, pour laquelle il dirige la section néo-zélandaise. Son équipe est la première à atteindre le pôle par la terre depuis l'expédition Amundsen de Roald Amundsen en 1911 et l'expédition Terra Nova de Robert Falcon Scott en 1912. Il est aussi le premier à le faire en utilisant des véhicules à moteur.
En 1960, Hillary organise une expédition à la recherche du légendaire yéti. Hillary participe à l'expédition pour cinq mois, mais celle-ci va durer le double. Aucune preuve de « l'abominable homme des neiges » n'est trouvée et il est prouvé que les empreintes de pas suspectes découvertes proviennent d'autres causes. Au cours de l'expédition, Hillary se rend dans des temples reculés contenant des reliques de yétis et, après avoir rapporté trois d'entre-elles, démontre que deux proviennent d'ours et l'autre de caprins,. Après l'expédition, Hillary déclare : « Le yeti n'est pas une étrange créature surhumaine comme on l'a imaginé. Nous avons trouvé des explications rationnelles à la plupart des phénomènes [attribués au] yéti ». En 1960-1961, il est accompagné de Griffith Pugh lors d'une expédition qui démontre que l'Everest peut être escaladé sans système à oxygène. Une tentative d'ascension sur la cinquième plus haute montagne du monde, le Makalu, échoue.
En 1962, il est invité anonymement au jeu télévisé What's My Line? et déconcerte le panel composé de Dorothy Kilgallen, Arlene Francis, Bennett Cerf et Merv Griffin qui ne parvient pas à déterminer sa profession après une série de questions réponses,. En 1977, il dirige une expédition intitulée « Ocean to Sky », de l'embouchure du Gange à sa source,. De 1977 à 1979, il réalise les commentaires à bord de vols de tourisme antarctiques exploités par Air New Zealand. L'exploit de l'Everest lui permet aussi de faire de nombreuses conférences. Il encourage la création du parc national de Sagarmatha, effective en 1976 et inscrit au patrimoine mondial, pour sauvegarder la zone de l'Everest.
En 1985, il accompagne Neil Armstrong dans un petit avion de ski bimoteur au-dessus de l'océan Arctique et atterrit au pôle Nord. Hillary devient ainsi le premier homme à être allé aux deux pôles et au sommet de l'Everest,. Cet exploit inspire des générations d'explorateurs à se mesurer à ce que l'on a défini plus tard comme le « défi des trois pôles ». En janvier 2007, Hillary se rend en Antarctique au sein d'une délégation commémorant le 50e anniversaire de la fondation de la base antarctique Scott.

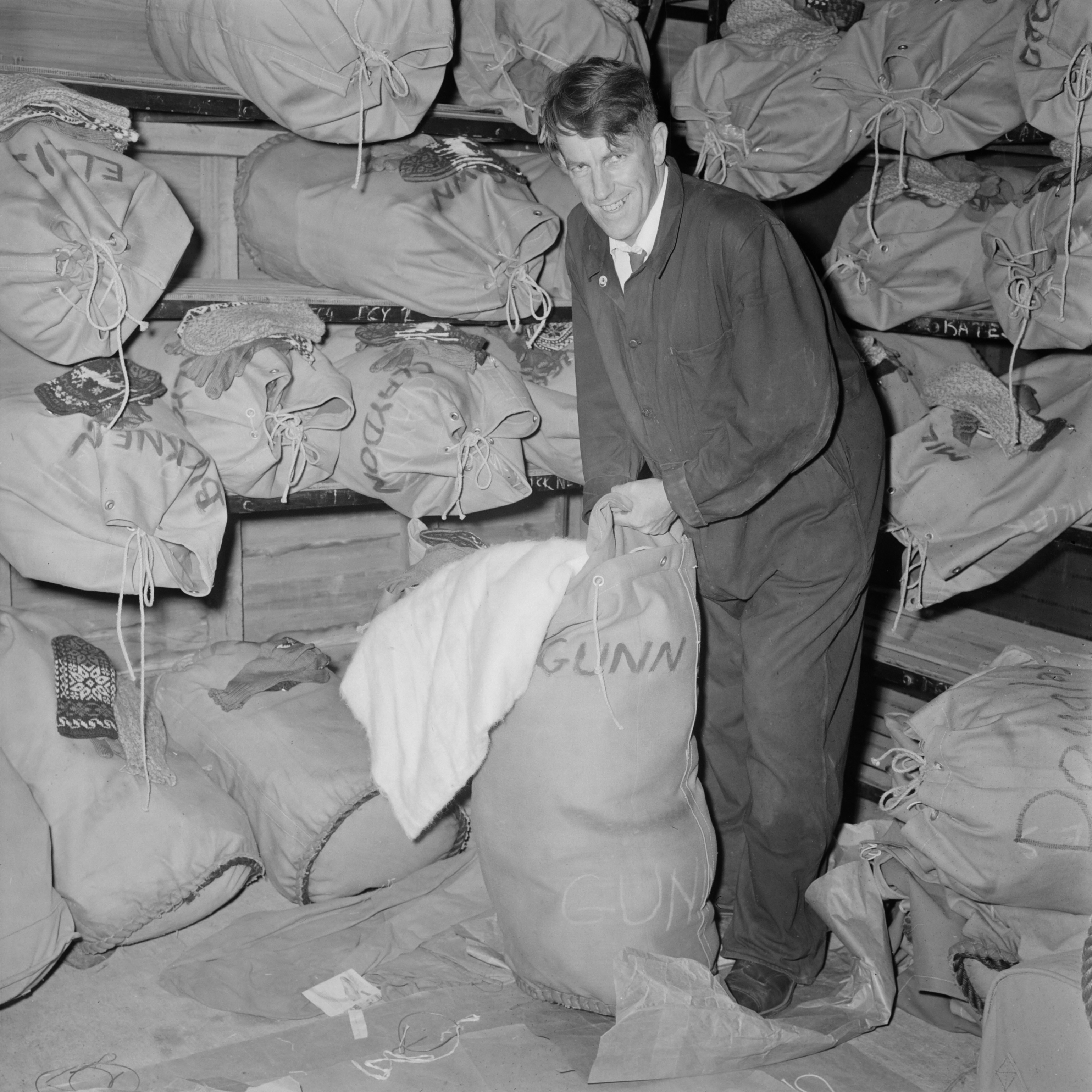
Hillary préparant des sac pour son expédition antarctique (1956).
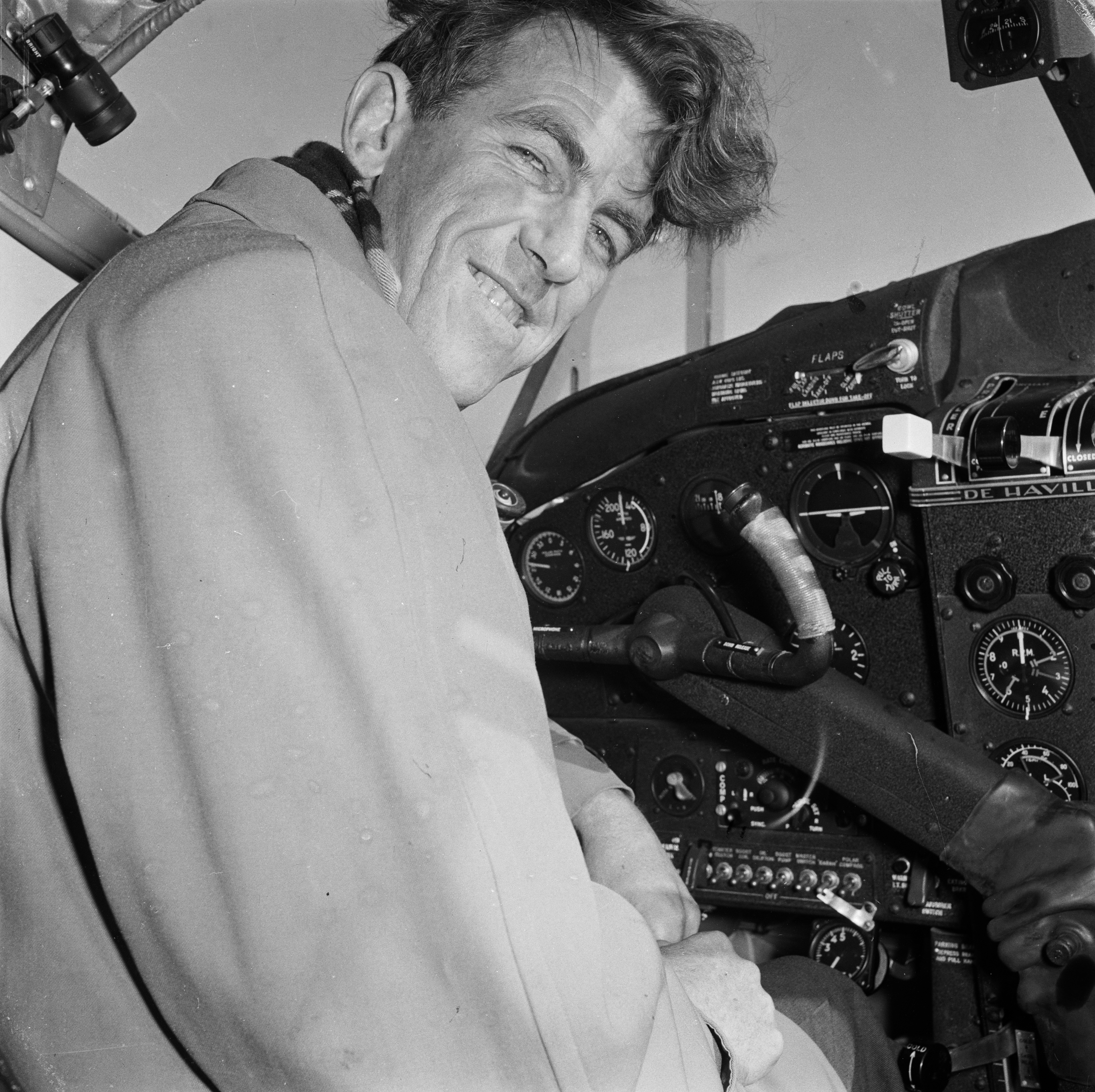
Hillary dans le cockpit d'un de Havilland Canada DHC-2 Beaver (1956).
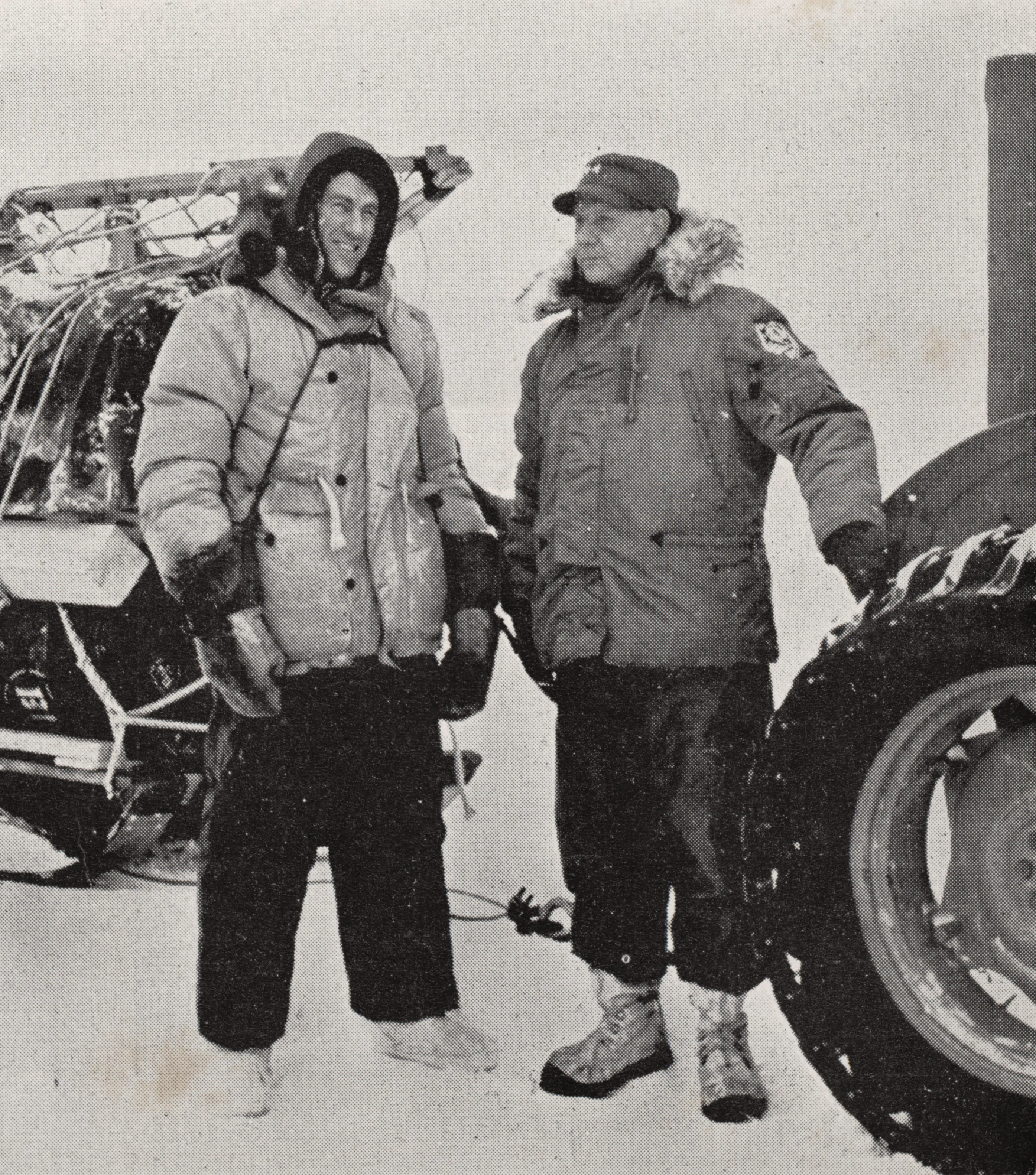
Hillary et George Dufek à la base antarctique Scott (1957).
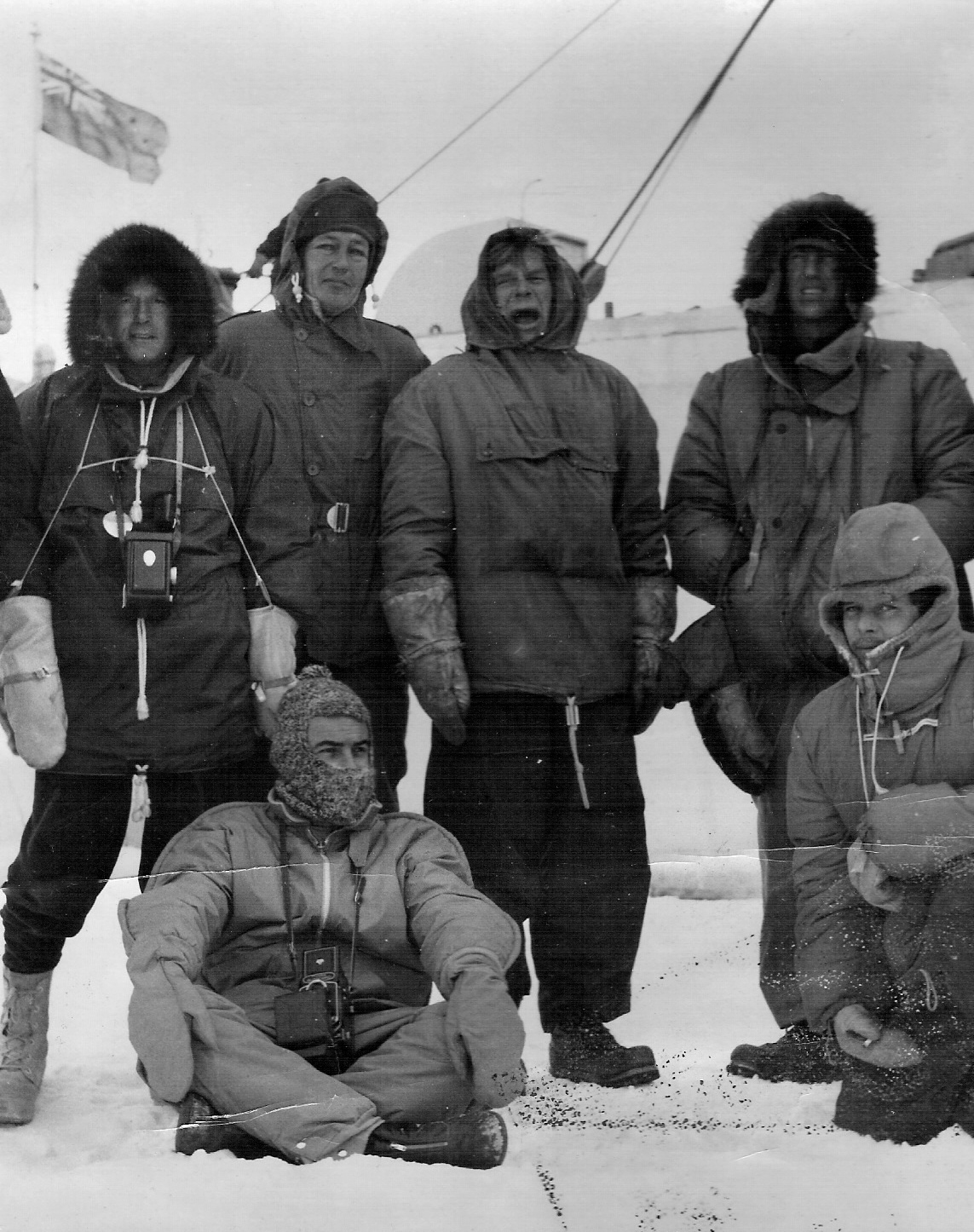
W. Stanley Moss et Edmund Hillary derrière Vivian Fuchs notamment, à la base antarctique Scott (1958).
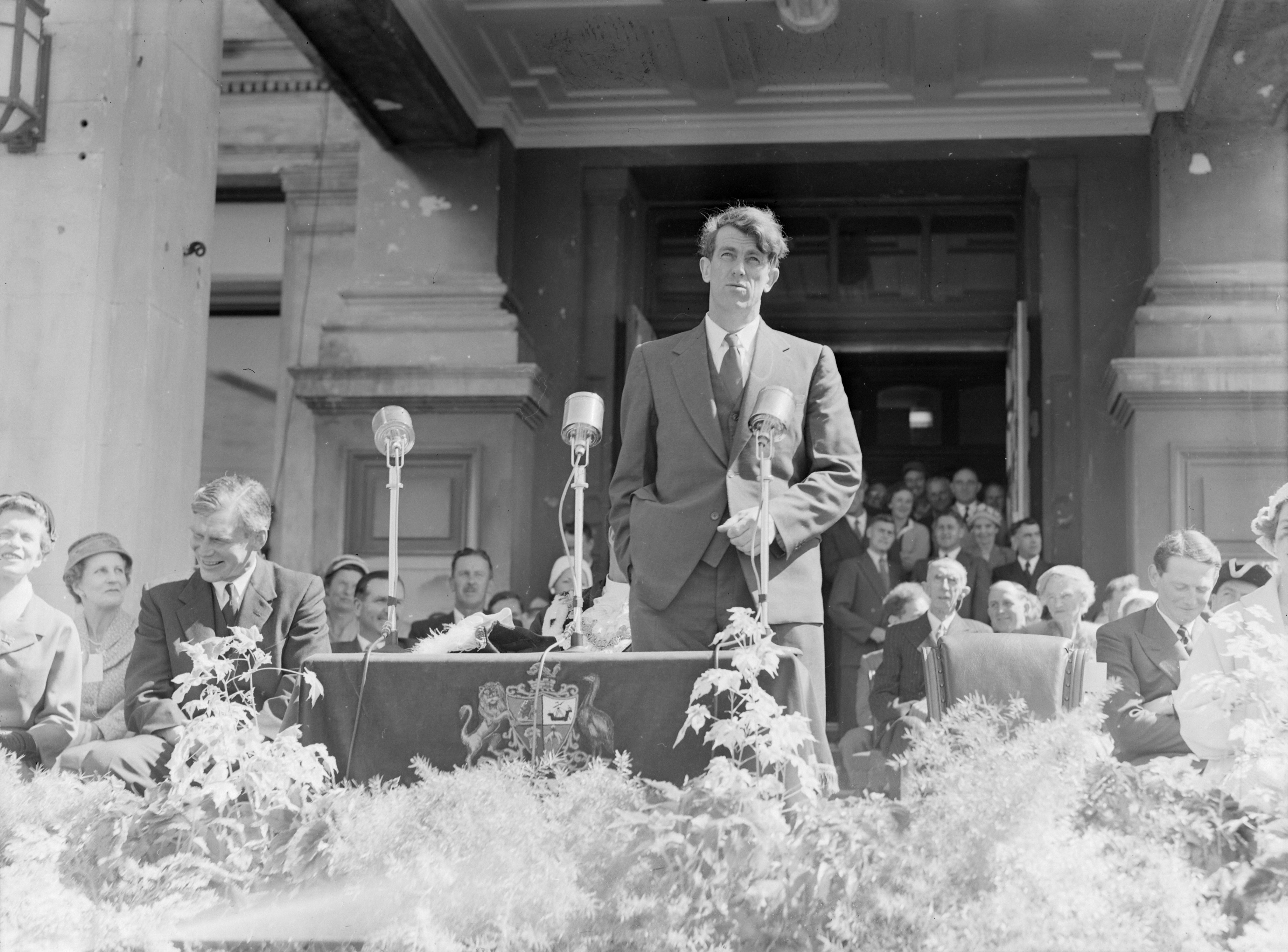
Hillary donnant un discours à son retour du pôle Sud (1958).
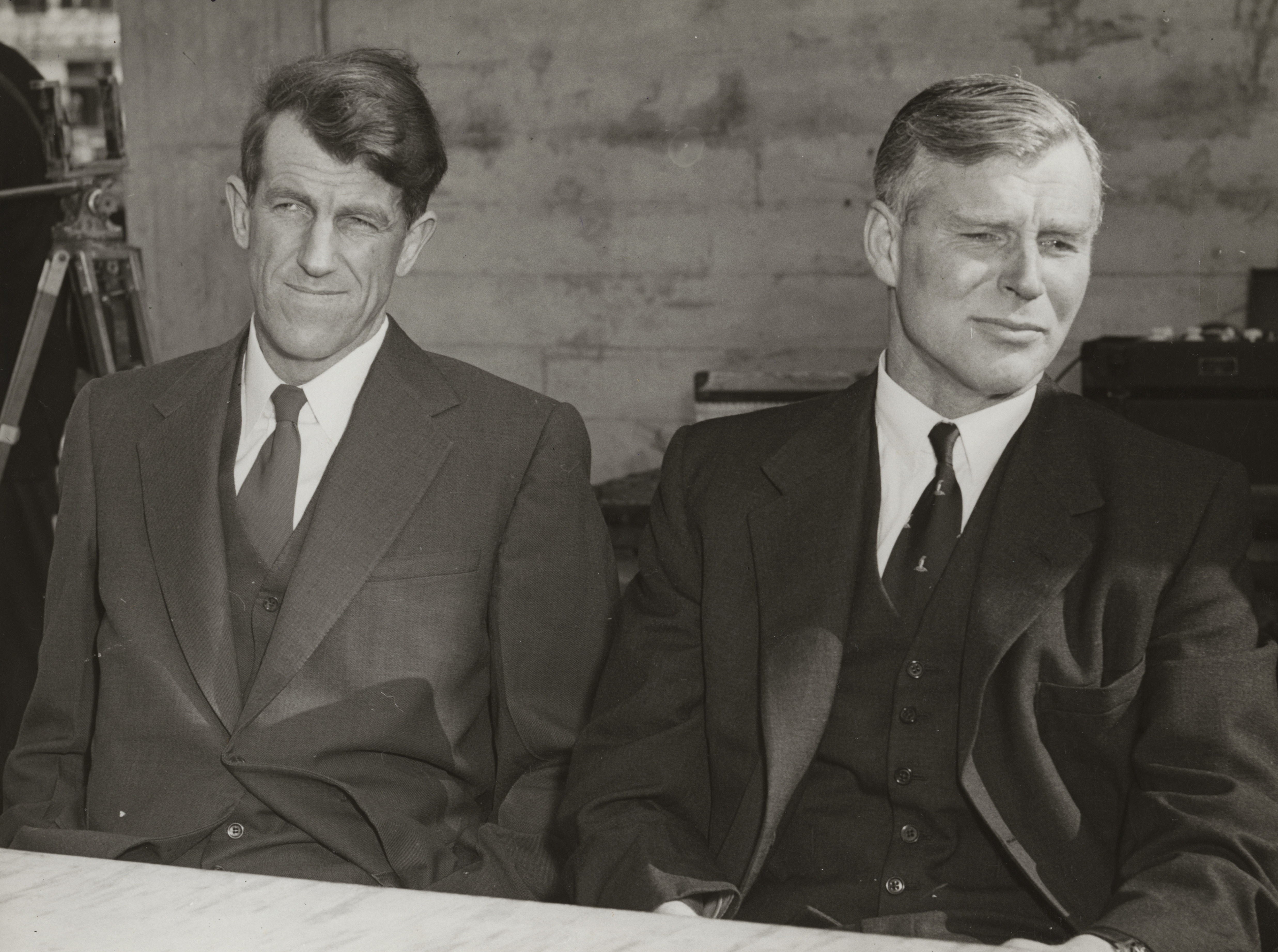
Edmund Hillary et Vivian Fuchs (1958).

### Reconnaissance publique et postérité

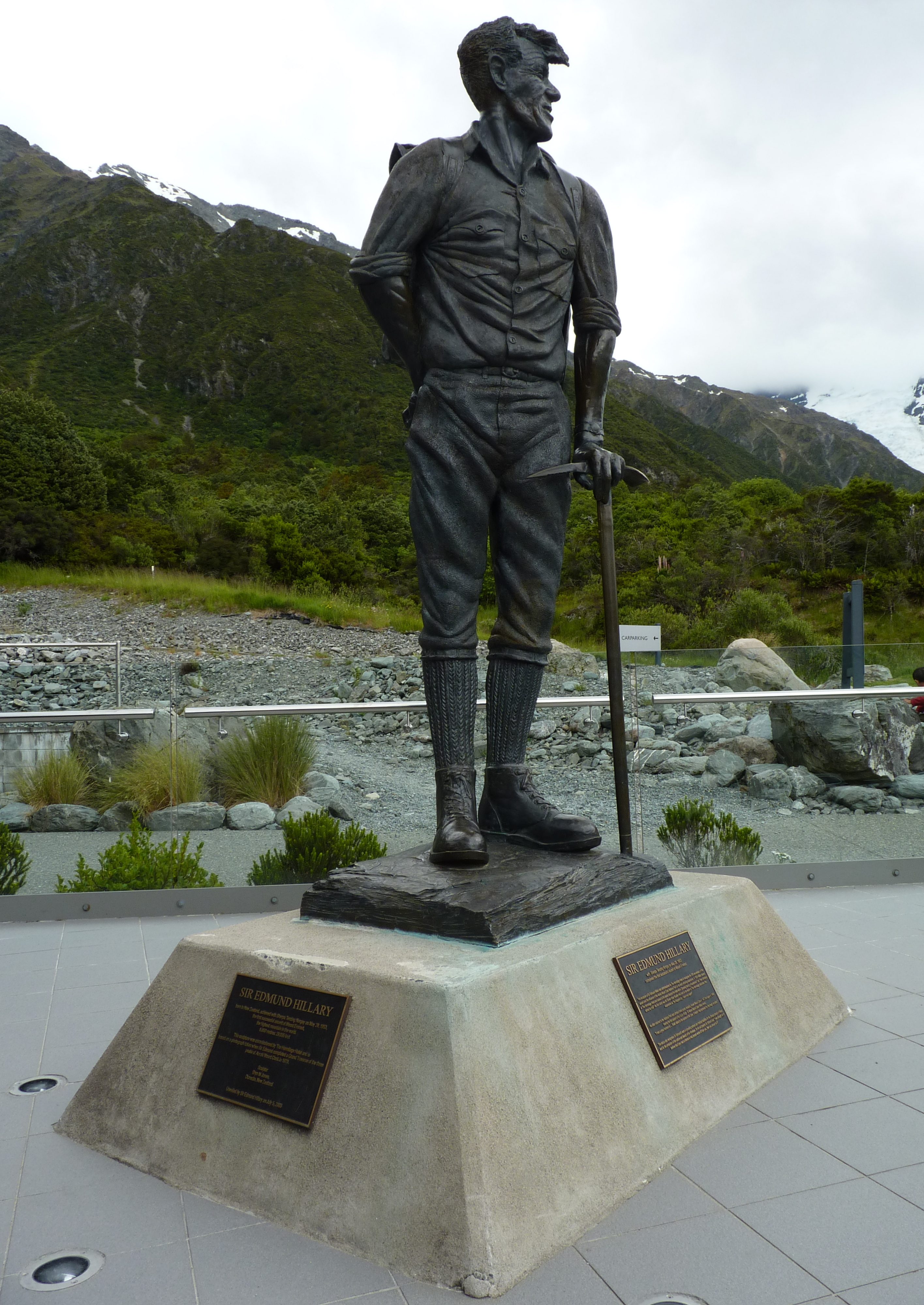
Statue d'Edmund Hillary au Mount Cook Village (2014).

Déjà chevalier commandeur de l'ordre de l'Empire britannique et récipiendaire de la médaille du couronnement d'Élisabeth II en 1953, il reçoit également la médaille polaire en 1958 pour sa participation à l'expédition trans-antarctique du Commonwealth, à l'ordre de Gorkha Dakshina Bahu du royaume du Népal en 1953 et à la médaille du couronnement en 1975. Le 6 février 1987, il est le quatrième membre de l'ordre de Nouvelle-Zélande. Le 22 avril 1995, Hillary est nommée Chevalier compagnon de l'ordre de la Jarretière et, le 17 juin 2004, Hillary est Commandeur de l'ordre du Mérite de la république de Pologne. Le gouvernement indien lui décerne sa deuxième plus haute distinction civile, le Padma Vibhushan, à titre posthume en 2008. Malgré ces distinctions, humble, il refusera jusqu'à son dernier jour de faire état de sa renommée à travers le monde.
À l'occasion du cinquantième anniversaire de la première ascension de l'Everest, le gouvernement népalais lui confère la citoyenneté honorifique au cours d'une cérémonie du jubilé d'or à Katmandou. Il est le premier étranger à recevoir cette distinction, mais cet honneur est pour ses réalisations philanthropiques dans le pays plutôt que son célèbre exploit sportif. Depuis 1992, le billet de cinq dollars néo-zélandais présente le portrait d'Hillary, avec à sa demande l'Aoraki/Mont Cook et non l'Everest en fond, faisant de lui à l'époque le seul Néo-Zélandais à apparaître de son vivant sur un billet de banque,. Il en signe mille à destination des collectionneurs pour financer son fonds.
Les sondages annuels du Reader's Digest de 2005 à 2007 désignent Hillary comme « l'individu le plus digne de confiance de la Nouvelle-Zélande ».
En 1999, il est nommé par le magazine Time parmi les 100 personnalités les plus influentes du XXe siècle. L'association néo-zélandaise préférée d'Hillary est le Sir Edmund Hillary Outdoor Pursuits Centre, dont il est un mécène pendant trente-cinq ans. Il est particulièrement enthousiasmé par la manière dont cette organisation initie les jeunes Néo-Zélandais au grand air de la même manière que lors de sa première expérience de voyage scolaire au mont Ruapehu.
Une statue en bronze de 2,3 mètres regardant l'Aoraki/Mont Cook est érigée à l'extérieur de l'hôtel Hermitage du Mount Cook Village. Elle est dévoilée par Hillary lui-même en 2003. Diverses rues, institutions et organisations en Nouvelle-Zélande et à l'étranger portent son nom, par exemple l'école Sir Edmund Hillary Collegiate d'Otara, fondée par Hillary en 2001.
Deux toponymes de l'Antarctique sont nommés d'après Hillary : la côte d'Hillary qui est une partie de la côte située au sud de l'île de Ross et au nord de la côte de Shackleton, et le canyon d'Hillary, un élément sous-marin de la mer de Ross.
En 2006, il reçoit un doctorat honoris causa de l'université de Waikato.

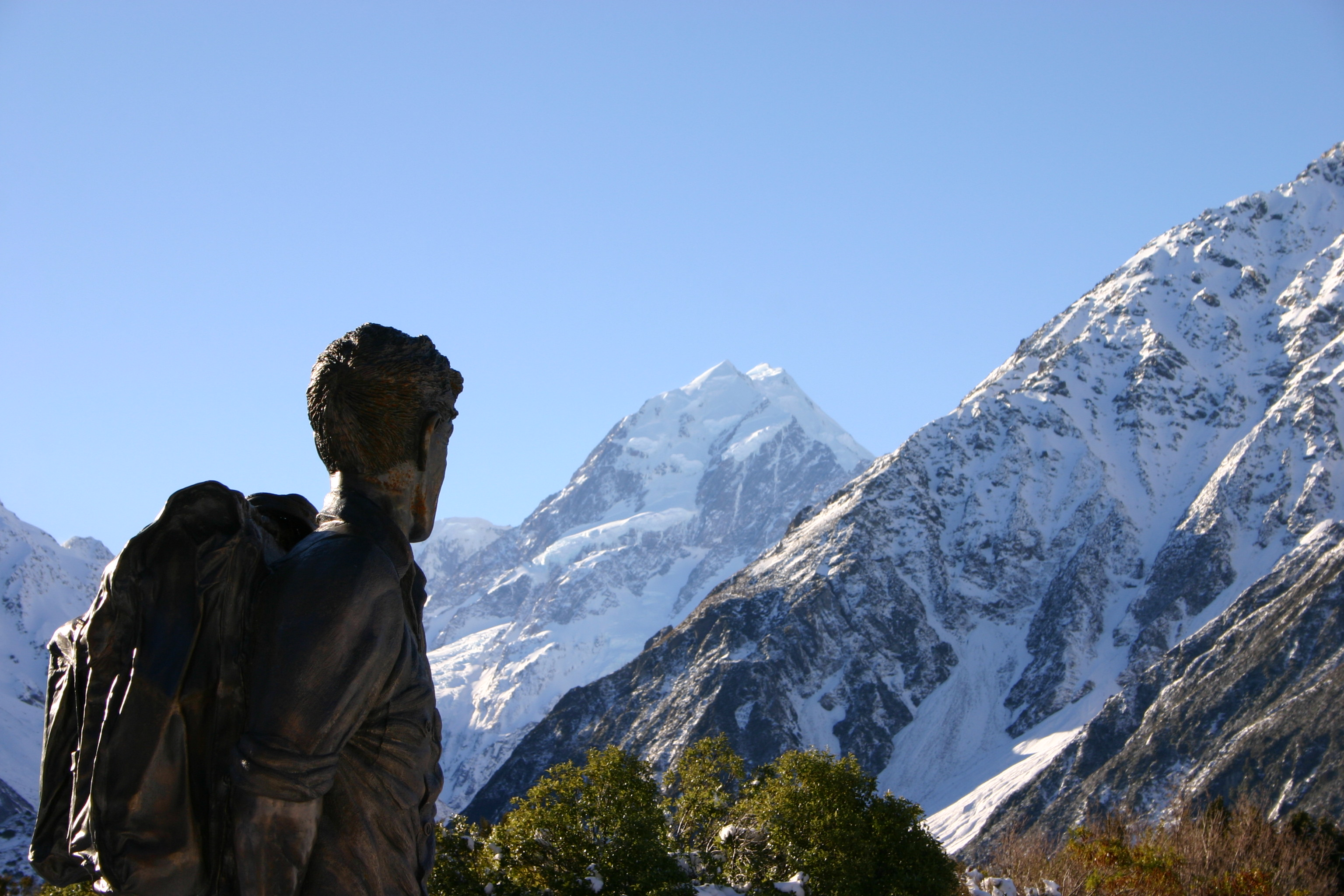
L'orientation vers l'Aoraki/Mont Cook de la statue de Mount Cook Village (2004).
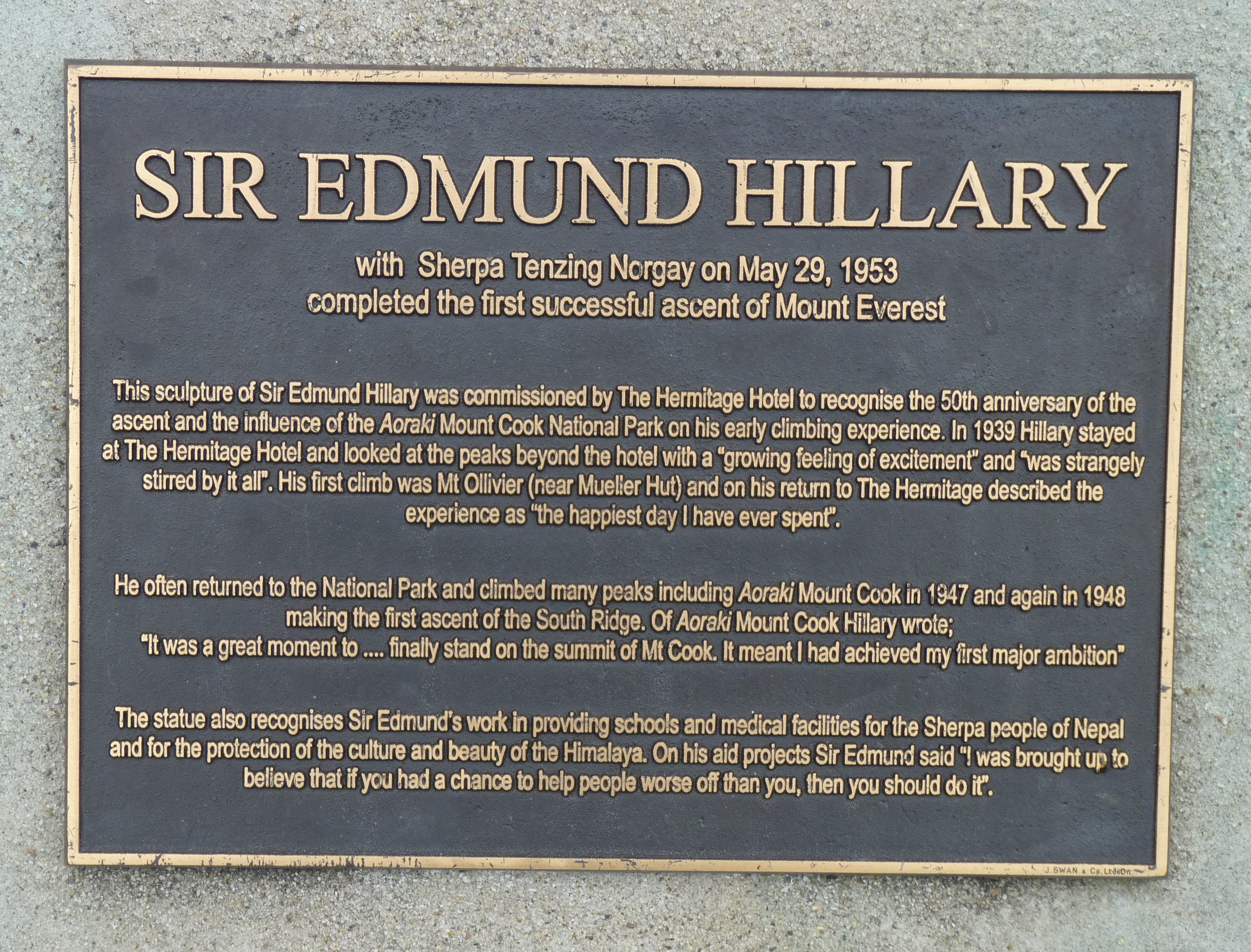
L'une des plaques commémoratives de la statue de Mount Cook Village (2014).
Blason d'Edmund Hillary avec des moulins à prières et des montagnes.
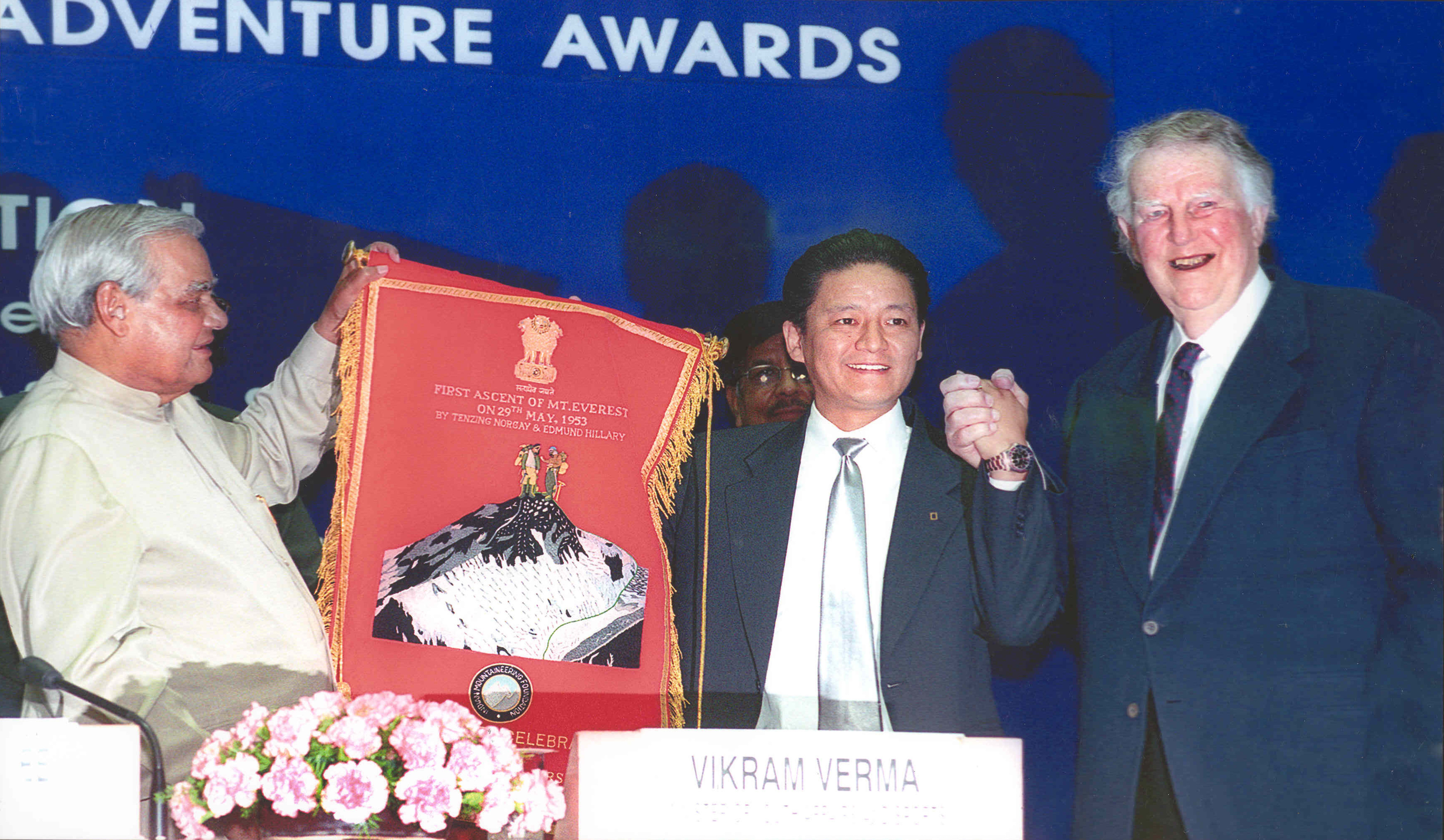
Jamling Tensing Norgay, fils de Tenzing Norgay, avec Edmund Hillary et le premier ministre de l'Inde Atal Bihari Vajpayee (2003).
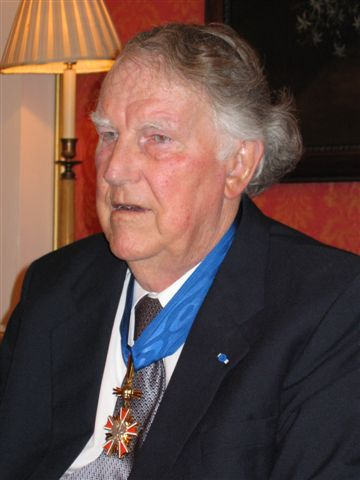
Edmund Hillary avec sa décoration de l'ordre du Mérite de la république de Pologne (2004).

### Vie privée

#### Mariages et descendance

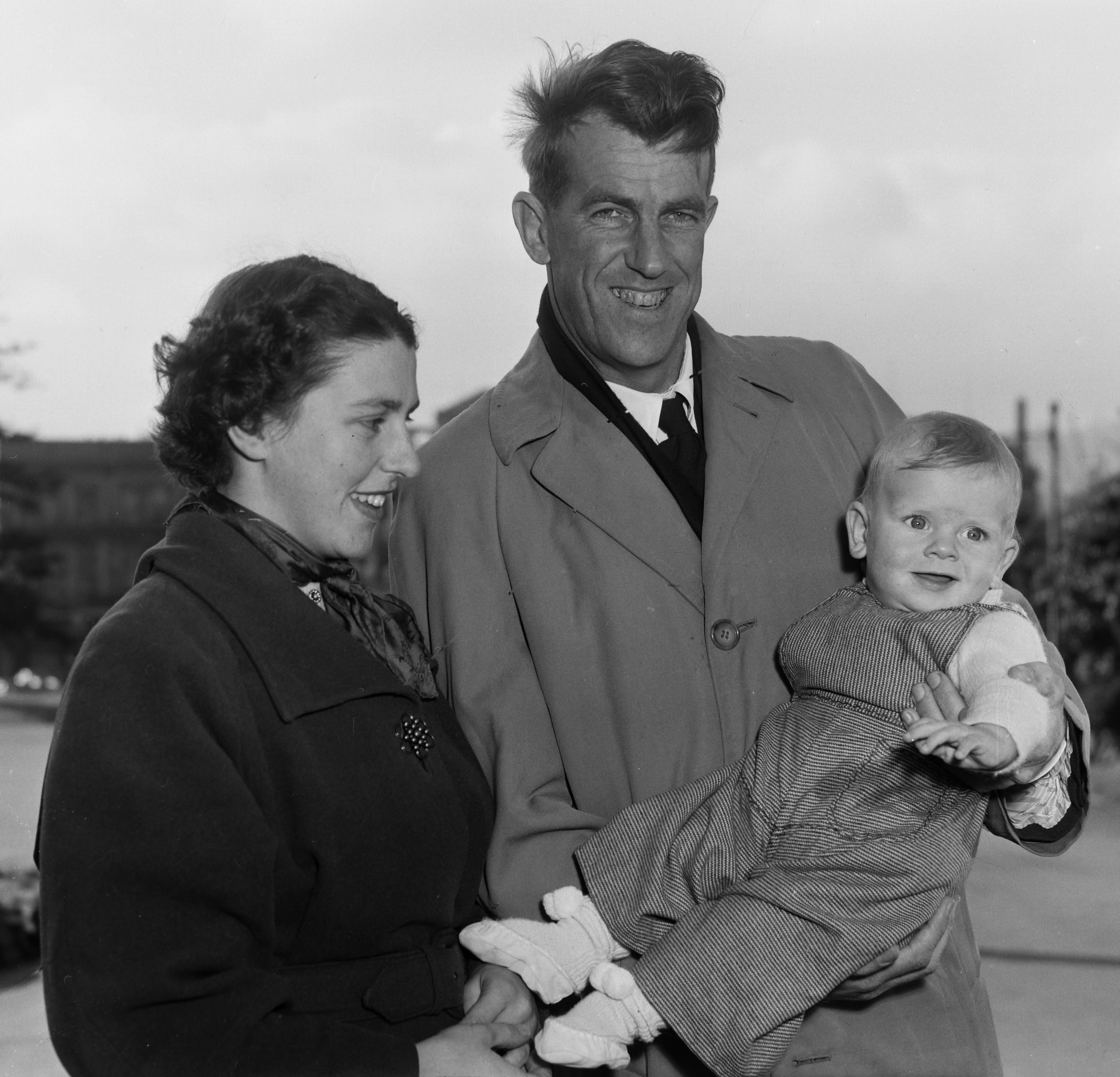
Hillary avec sa première femme, Louise, et leur fils Peter (1955).

Hillary épouse Louise Mary Rose le 3 septembre 1953, peu après l'ascension de l'Everest. Il admet qu'il était terrifié à l'idée de lui demander sa main et est passé par sa mère pour qu'elle fasse l'intermédiaire. Ils ont trois enfants : Peter (en) (né en 1954), Sarah (née en 1955) et Belinda (1959-1975). En 1975, alors qu'ils rejoignent Edmund dans le village de Phaphlu où il participe à la construction d'un hôpital, Louise et Belinda sont tuées dans un accident d'avion près de l'aéroport de Katmandou peu après le décollage.
Après des années de dépression et d'alcoolisme, il épouse en 1989 June Mulgrew, veuve de son ami proche Peter Mulgrew, mort en 1979 lors du vol Air New Zealand 901 qui s'est écrasé sur le mont Erebus en Antarctique. Peter Mulgrew remplaçait exceptionnellement Hillary pour l'un des vols commentés. Avec June Mulgrew, en 2003, ils comptent dix petits-enfants.
Peter, son fils, est également aventurier et alpiniste, gravissant l'Everest en 1990. En mai 2002, il gravit l'Everest une nouvelle fois dans le cadre des célébrations du cinquantenaire de l'ascension de son père. Jamling Tensing Norgay, fils de Tenzing Norgay, fait également partie de l'expédition.

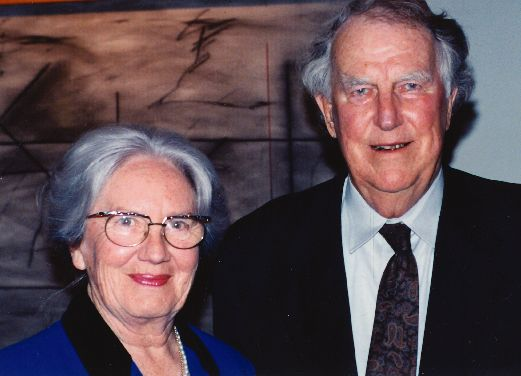
Hillary avec sa seconde femme June (2000).
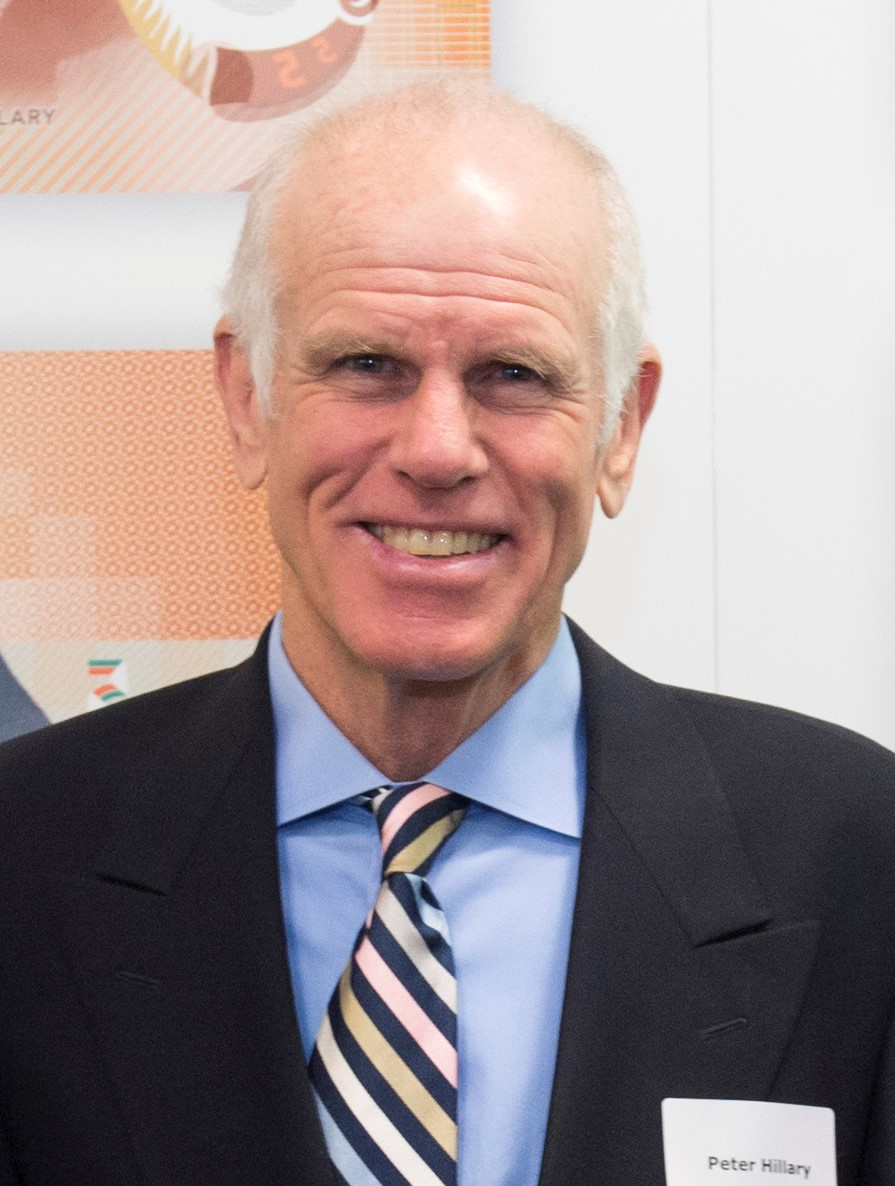
Peter Hillary (en), fils d'Edmund Hillary (2015).

#### Philanthropie
« J'aimerais que l'on se souvienne de moi pour les écoles, les hôpitaux, les ponts et toutes les autres activités que nous avons menées avec les Sherpas. Indiscutablement, ce sont les choses qui, selon moi, ont été les plus intéressantes de toutes mes activités. »

— Edmund Hillary,
Après son ascension de l'Everest, Edmund Hillary se consacre à aider le peuple sherpa du Népal par le biais de l'Himalayan Trust, qu'il fonde en 1960 et qu'il dirige jusqu'à sa mort en 2008. Ses efforts permettent la construction de nombreuses écoles et hôpitaux dans cette région escarpée de l'Himalaya. Il est président d'honneur de l'American Himalayan Foundation (en), une organisation américaine à but non lucratif qui contribue à améliorer l'écologie et les conditions de vie dans l'Himalaya. Il est également président d'honneur de Mountain Wilderness, une organisation non gouvernementale internationale consacrée à la protection des montagnes.

#### Engagement politique
Hillary soutient le parti travailliste lors des élections législatives néo-zélandaises de 1975, en tant que membre de la campagne Citizens for Rowling (en). Son implication dans cette campagne l'empêche d'être nommé gouverneur général et le poste est offert à Keith Holyoake en 1977. En 1985, Hillary est nommé haut-commissaire de la Nouvelle-Zélande en Inde et au Bangladesh, ainsi que simultanément ambassadeur auprès du Népal, et passe quatre ans et demi à New Delhi.

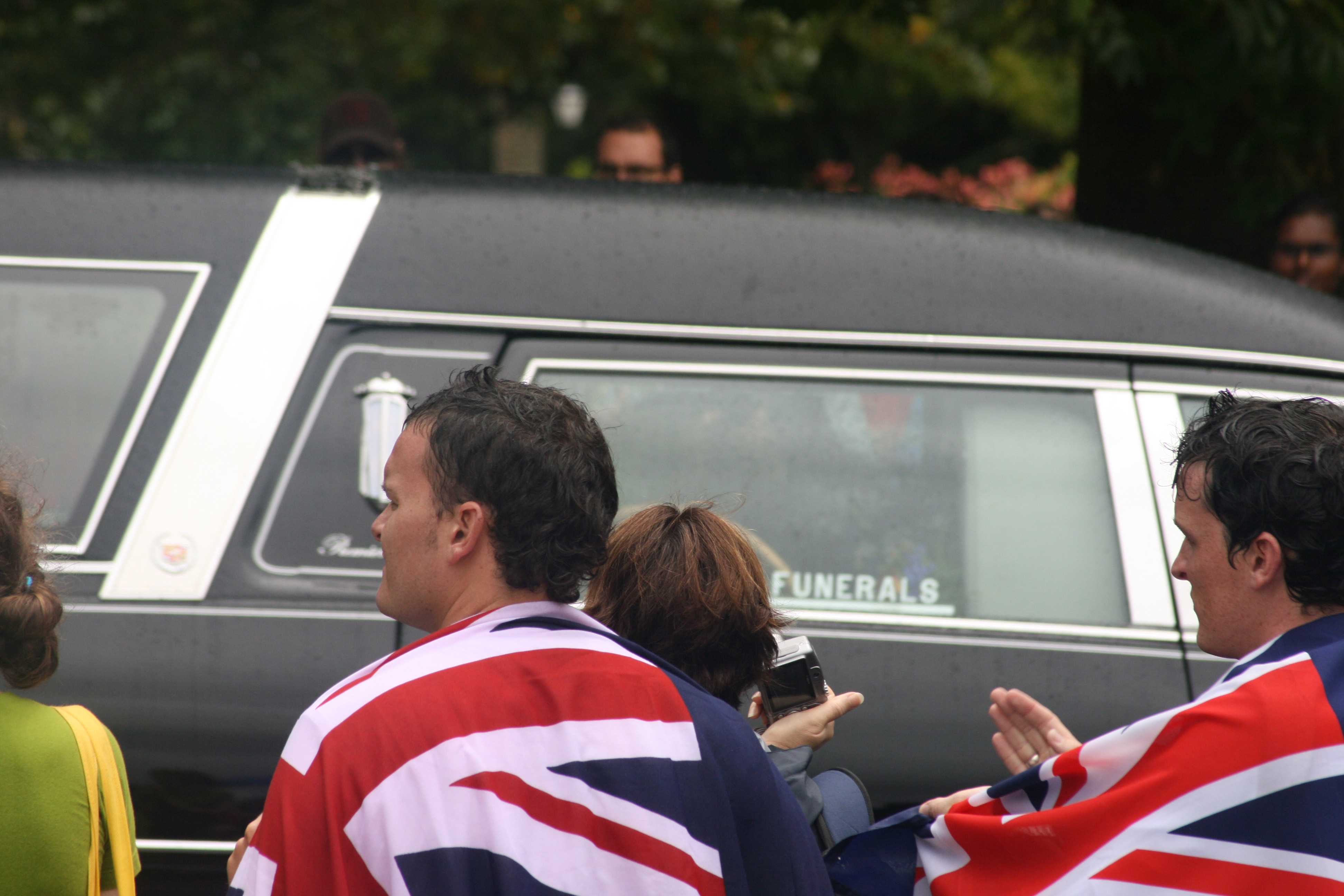
Une foule portant le drapeau de la Nouvelle-Zélande au passage du corbillard d'Hillary (2008).

En 1975, Hillary est vice-président de l'Abortion Law Reform Association of New Zealand (en), une association néo-zélandaise pour la réforme du droit de l'avortement lié au mouvement pro-choix. Il est également un mécène de REPEAL, une organisation cherchant à abroger le Contraception, Sterilisation, and Abortion Act 1977 (en), une loi restrictive de 1977 sur la contraception, la stérilisation et l'avortement.

### Mort et hommages posthumes
Le 22 avril 2007, lors d'un voyage à Katmandou, Hillary fait une chute et est hospitalisé à son retour en Nouvelle-Zélande. Le 11 janvier 2008, il meurt d'une insuffisance cardiaque à l'hôpital d'Auckland,. Les drapeaux sont mis en berne dans les bâtiments publics néo-zélandais et à la base antarctique Scott, et la première ministre Helen Clark qualifie la mort d'Hillary de « perte profonde pour la Nouvelle-Zélande ». Elle ajoute « Sir Ed se décrivait lui-même comme un Néo-Zélandais ordinaire, avec des capacités modestes. En réalité, c'était un colosse. Une figure héroïque qui, non seulement avait « mis l'Everest K.-O. », mais vécu une vie de détermination, d'humilité et de générosité ».
Le 21 janvier 2008, le cercueil d'Hillary est exposé dans la cathédrale de la Sainte-Trinité d'Auckland. Des funérailles nationales — honneur rare pour un simple citoyen — ont lieu le 22 janvier 2008 après quoi son corps est incinéré. Le 29 février 2008, la plupart de ses cendres sont dispersées dans le golfe de Hauraki à Auckland, selon sa volonté. Le reste est envoyé dans un monastère népalais près de l'Everest, en vue initialement d'une dispersion au sommet de la montagne.
Le 2 avril 2008, la reine Élisabeth II, des dignitaires néo-zélandais, dont la première ministre Helen Clark, ainsi que des membres des familles d'Hillary et de Norgay, assistent à un service en l'honneur d'Hillary à la chapelle Saint-Georges de Windsor. Des soldats Gurkhas népalais montant la garde à l'extérieur de la cérémonie.

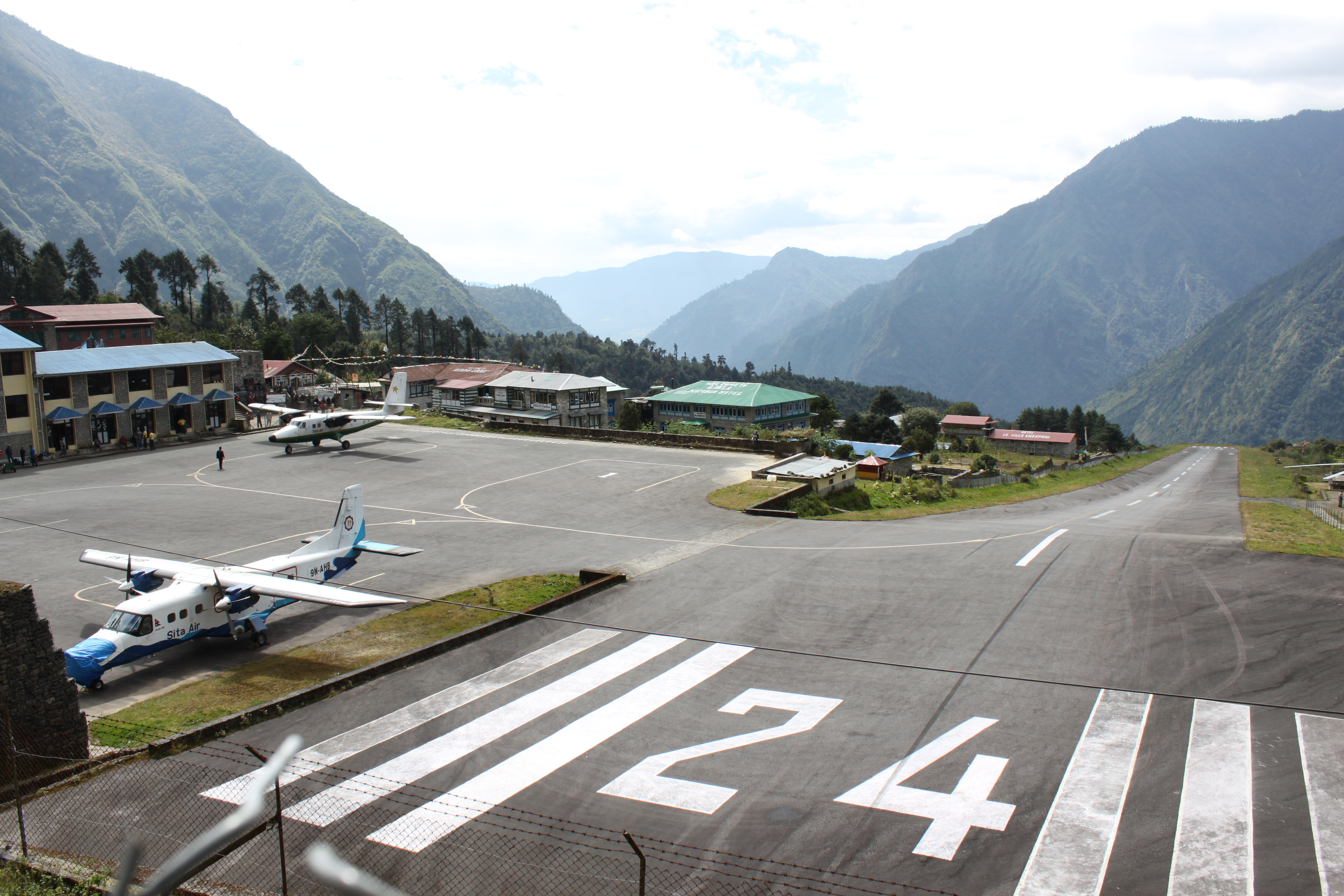
L'aéroport Tenzing-Hillary de Lukla (2010).

En octobre 2008, l'Hillary Shield (en) est créé en hommage à Hillary afin de servir de trophée pour le vainqueur des test matchs de rugby à XV opposant l'Angleterre et la Nouvelle-Zélande. En 2009, le prix du duc d'Édimbourg en Nouvelle-Zélande est renommé « prix Hillary du duc d'Édimbourg ». Le 5 novembre 2008, la poste néo-zélandaise émets une série de cinq timbres commémoratifs.
Il y a eu de nombreux appels pour des hommages durables à Hillary. Le premier grand hommage public est la tournée Summits for Ed organisée par la Sir Edmund Hillary Foundation. Cette tournée hommage se rend dans 39 villes pour inviter le public à gravir une colline ou un site significatif dans leur région afin de montrer leur respect pour Hillary. Le public est également invité à apporter de pierres pour un mémorial consacré à Hillary, au pied du mont Ruapehu. Les fonds versés au cours de la tournée sont utilisés par la fondation pour parrainer de jeunes Néo-Zélandais.
La chanson hommage Hillary 88 du duo néo-zélandais The Kiwis est la chanson officielle du mémorial mondial d'Hillary, avec l'aval de la veuve d'Hillary.
Une piste de randonnée quatre jours dans les chaînes Waitakere, le long de la côte ouest d'Auckland, porte le nom d'Hillary Trail, en son hommage. Edmund Hillary avait sa maison de vacances dans cette région.

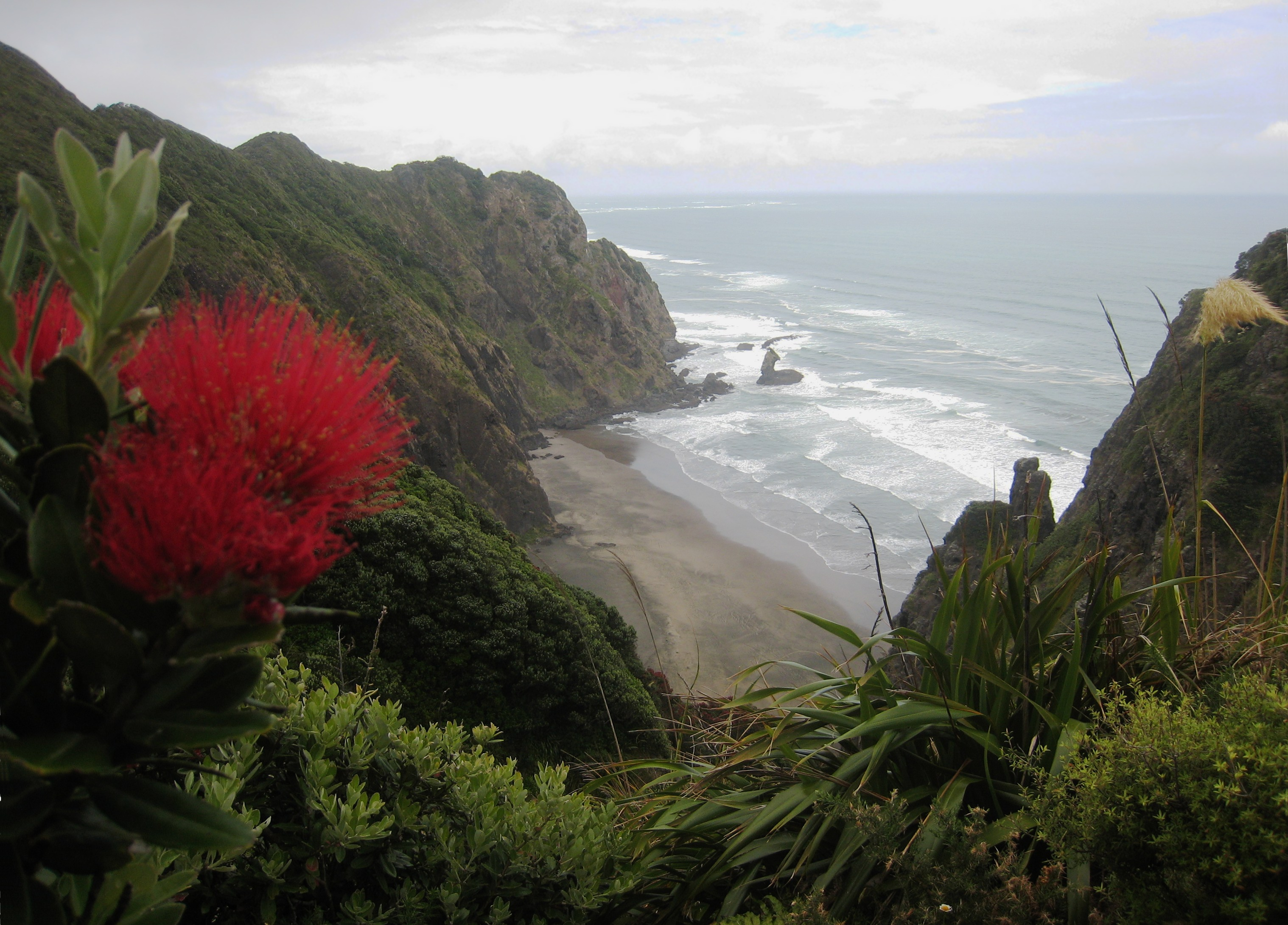
Vue depuis l'Hillary Trail sur la baie Mercer (2009).

La crête sud de l'Aoraki/Mont Cook, la plus haute montagne de Nouvelle-Zélande, est renommée Hillary Ridge le 18 août 2011. Hillary et trois autres alpinistes sont les premiers à avoir réussi à gravir la crête en 1948. En septembre 2013, le gouvernement népalais propose de nommer en son honneur une montagne de 7 681 mètres d'altitude située au Népal, le pic Hillary (en). Après que la mission New Horizons découvre une chaîne de montagnes sur Pluton le 14 juillet 2015, la National Aeronautics and Space Administration (Nasa) la nomme officieusement monts Hillary,. Depuis 2008, l'aéroport de Lukla au Népal — « porte d'entrée » pour l'Everest et deuxième plus important du pays — porte le nom d'aéroport Tenzing-Hillary. Hillary laisse aussi son nom au ressaut Hillary, sous le sommet de l'Everest.
La Sir Edmund Hillary Mountain Legacy Medal (en) décernée par l'organisation non gouvernementale népalaise Mountain Legacy « pour services remarquables dans le domaine de la conservation de la culture et de la nature dans les régions montagneuses » est créée en 2003 avec l'approbation d'Edmund Hillary.
Un buste en bronze d'Hillary (vers 1953) d'Ophelia Gordon Bell (en) se trouve au musée Te Papa Tongarewa de Wellington, en Nouvelle-Zélande. Les archives d'Edmund Hillary sont également ajoutées aux archives de l'Organisation des Nations unies pour l'éducation, la science et la culture (Unesco) Mémoire du monde en 2013 et sont conservées au musée du mémorial de guerre d'Auckland.

## Œuvres
| Titre | Année | Éditeur            | ISBN/ASIN            | Co-auteur          |
| --- | ----- | ------------------ | -------------------- | ------------------ |
| High Adventure (réédité sous le nom High Adventure: The True Story of the First Ascent of Everest)                    | 1955  | Hodder & Stoughton | (ISBN 1-932302-02-6) |                    |
| East of Everest — An Account of the New Zealand Alpine Club Himalayan Expedition to the Barun Valley in 1954          | 1956  | E. P. Dutton       | (ASIN B000EW84UM)    | George Lowe        |
| No Latitude for Error                                                                                                 | 1961  | Hodder & Stoughton | (ASIN B000H6UVP6)    |                    |
| The New Zealand Antarctic Expedition                                                                                  | 1959  | R.W. Stiles        | (ASIN B0007K6D72)    |                    |
| The Crossing of Antarctica: The Commonwealth Transantarctic Expedition, 1955–1958                                     | 1958  | Cassell            | (ASIN B000HJGZ08)    | Vivian Fuchs       |
| High in the thin cold air                                                                                             | 1962  | Doubleday          | (ASIN B00005W121)    | Desmond Doig       |
| Schoolhouse in the Clouds                                                                                             | 1965  | Hodder & Stoughton | (ASIN B00005WRBB)    |                    |
| Nothing Venture, Nothing Win                                                                                          | 1975  | Hodder & Stoughton | (ISBN 0-340-21296-9) |                    |
| From the Ocean to the Sky: Jet Boating Up the Ganges                                                                  | 1979  | Viking             | (ISBN 0-7089-0587-0) |                    |
| Two Generations (réédité sous le nom Ascent: Two Lives Explored: The Autobiographies of Sir Edmund and Peter Hillary) | 1984  | Hodder & Stoughton | (ISBN 0-340-35420-8) | Peter Hillary (en) |
| View from the Summit: The Remarkable Memoir by the First Person to Conquer Everest                                    | 2000  | Pocket             | (ISBN 0-7434-0067-4) |                    |

### Citations originales
1. ↑  (en) « testing in the Himalayas had shown that he would be a very strong contender, not only for Everest, but for an eventual summit party. When I met Shipton last autumn I well remember his prophesying this – and how right he was. Quite exceptionally strong and abounding in a restless energy, possessed of a thrusting mind which swept away all unproven obstacles, Ed Hillary’s personality had made an imprint on my mind, through his Cho Oyu and Reconnaissance friends and through his letters to me »
2. ↑  (en) « Well, George, we knocked the bastard off »
3. ↑  (en) « I would like to be remembered for the schools and hospitals and bridges and all the other activities that we did with the Sherpas. Unquestionably, they are the things I feel that were the most worthwhile of everything I was involved in »